# Palacio de Justicia del Condado de Valley (Nebraska)
El Palacio de Justicia del Condado de Valley (en inglés, Valley County Courthouse) es un edificio de gobiernbo ubicado en la calle 16 entre las calles L y M en Ord en el condado de Valley, Nebraska (Estados Unidos). Este edificio de estilo Beaux Arts diseñado por el arquitecto William F. Gernandt y construido en 1919. Fue incluido en el Registro Nacional de Lugares Históricos en 1990.
Es un edificio de dos pisos sobre un sótano completamente elevado y tiene un pabellón de entrada prominente y ornamentado en su fachada oeste. Está decorado con elaborados adornos de terracota de color crema que contrastan con el ladrillo gris tostado. Tiene columnas jónicas.